# ووی-سور-اوش
ووی-سور-اوش (به فرانسوی: Veuvey-sur-Ouche) یک کمون در فرانسه با جمعیت ۱۸۵ نفر است که در Canton of Bligny-sur-Ouche واقع شده‌است.